# درختزارهای خشک کوهستانی غرب صحرا
درختزارهای خشک کوهستانی غرب صحرا (به انگلیسی: West Saharan montane xeric woodlands) یک بوم‌ناحیه است که در چندین منطقه مرتفع در صحرای بزرگ آفریقاگسترش یافته است. جنگل‌های خشک کوهستانی غرب صحرا که در ارتفاعات پایین‌تر توسط صحرای بی‌ثمر دربر گرفته شده‌اند، پناهگاه‌های جداشده‌ای از گیاهان و جانوران هستند که می‌توانند در رطوبت بالاتر و دمای پایین‌تر ارتفاعات زنده بمانند.
پوشش گیاهی بستگی به ارتفاع و چشم‌انداز، به‌ویژه حفاظت از باد، بسیار متفاوت است. اغلب از پوشش گیاهی مدیترانه‌ای بازمانده تشکیل شده است.